# Frédéric Pietruszka
Frédéric Pietruszka (n. 13 mai 1954, Villecresnes, Seine-et-Oise, Franța) este un fost scrimer francez specializat pe floretă, laureat cu trei medalii olimpice pe echipe, inclusiv o medalie de aur la Jocurile Olimpice de vară din 1980. A fost și campion mondial de juniori în 1973 și campion mondial pe echipe în 1975.
Din 2005 până în 2013 a fost președintele Federației Franceze de Scrimă. În decembrie 2012 a fost numit secretar general Federației Internaționale de Scrimă de către președinte acesteia Alișer Usmanov.

## Legături externe
- en Frédéric Pietruszka la Olympedia.org